# Лозове (Бериславський район)
Лозове́ — село в Україні, у Калинівській селищній громаді Бериславського району Херсонської області. З 1898-го по 1946 рік мало назву Максимовка.
Населення становить 34 особи.
Згідно з рішенням XVI сесії Благодатівської сільської ради Великоолександрівського району Херсонської області від 17 грудня 2012 року № 166, Великоолександрівська районна рада звернулася до Херсонської обласної ради з клопотанням про виключення з облікових даних села Лозове.

## Населення

### Мовний склад
Рідна мова населення за даними перепису 2001 року:
| Мова       | Чисельність, осіб | Доля     |
| ---------- | ----------------- | -------- |
| Українська | 30                | 88,24 %  |
| Російська  | 4                 | 11,76 %  |
| Разом      | 34                | 100,00 % |

## Історія
12 червня 2020 року, відповідно до Розпорядження Кабінету Міністрів України від № 726-р «Про визначення адміністративних центрів та затвердження територій територіальних громад Херсонської області», увійшло до складу  Калинівської селищної громади.
19 липня 2020 року, в результаті адміністративно-територіально-територіальної реформи та ліквідації Великоолександрівського району, село увійшло до складу Бериславського району.

### Російське вторгнення в Україну (з 2022)
На початку березня 2022 окуповане російськими військами.
27 липня 2022 року Збройні сили України повідомили про визволення Лозового з-під російської окупації.